# BIZ-TV
«BIZ-TV» — российский музыкально-развлекательный телеканал. Принадлежал Борису Зосимову и Ивану Демидову. Имел эфирное время на телеканалах «2x2» и «Телеэкспо», а также в дециметровом диапазоне: на 38 ТВК в Москве, 51 ТВК в Санкт-Петербурге (с 1 апреля по 25 сентября 1998 года совместно с телекомпанией «Новый канал»).

## История
Изначально в России программы телекомпании выходили на телеканале 2x2 в формате «мини-телеканала», для трансляции которого в сетке вещания были выделены специальные постоянные таймслоты. С 1 января 1993 года на 2x2 выходила программа «Новости BIZ-TV». С 12 января 1995 года BIZ-TV выходила ежедневно — четыре раза в день, в прямом эфире и в записи. Это программы «Забытые имена», «Стол находок», «Чёрная пятница», «1001 ночь», «Клуб BIZ-TV», «Зелёный коридор» и другие. Видеоклипы с уже наложенным на картинку логотипом BIZ-TV также могли часто появляться в эфире других российских каналов.
После исчезновения телеканала 2x2 и последующей его замены на телеканалы «Московия» и «ТВ Центр» программы телеканала стали выходить на 38 ТВК в Москве (там он вещал с 1 марта по 25 сентября 1998 года), 51 ТВК в Санкт-Петербурге и ряде других городов.
С 1 апреля по 25 сентября 1998 года передачи с логотипом BIZ-ТV выходили на московском телеканале «Телеэкспо» (утренние и ночные передачи 33/5 канала, в дневное время занимаемого телеканалом «Культура»). Передачи дневного эфира выходили в эфир только на 38 ТВК с параллельным логотипом владельца частоты «Энергия-ТВ» (чёрного или же белого цвета) в правом нижнем углу экрана (он же сохранялся в дневном и вечернем эфире «MTV Россия» до 16 июля 2000 года). Вещая на 33 ТВК в утреннее и ночное время и на 38 ТВК — в дневное и вечернее, «BIZ-TV» стал фактически представлять собой прообраз будущего «MTV Россия» — в сетке вещания были широко представлены виджей-блоки, новости, музыкальные клипы, хит-парады, утренние шоу, интерактивы.
25 сентября 1998 года преобразовалась в российское MTV.
На BIZ-TV дебютировали на экране такие ныне известные ви-джеи, как Александр Анатольевич, Тутта Ларсен, Антон Комолов, Яна Чурикова, Ольга Шелест, Лика Длугач, Татьяна Геворкян, Ася Калясина, Ирма Игнатова, свои передачи также вели Андрей Вульф, Владимир Бажин, Владислав Копп, Николай Семашко и Кирилл Немоляев. Ряд передач BIZ-TV («News Блок», «Sony PlayStation», «Шит-парад» и блок программ «Каприз») впоследствии продолжили выходить и на «MTV Россия».

## Biz-TV на Украине
Biz-TV — также пионер украинского музыкального телевидения, впервые появился в эфире в 1995 году как «дочка» одноимённой российской компании и выпускала музыкальные программы для каналов: «TV-Табачук», «СТБ» (с 21 декабря 1998 по 31 марта 2002 года), «ТЕТ» (с 29 апреля 2002 по 23 апреля 2004 года) и «Интер», программа «Проснись и пой», шедшая с 8 марта 1998 по 24 декабря 2006 года.
За годы существования в качестве продакшн-студии Biz-TV оказало ощутимое влияние на развитие телевизионной музыкальной мысли на Украине и в странах СНГ, и стало настоящей кузницей кадров, дав путёвку в жизнь целой плеяде ныне популярных представителей украинской и российской ТВ-индустрии и шоу-бизнеса.
С мая 2007 года Biz-TV — самостоятельная музыкальная телекомпания. Лицензию на спутниковое вещание получила весной 2007 года. С мая 2010 года телеканал  «Biz-TV» прекратил вещание.
С июля 2010 года с прекращением вещания «Поверхность+» BIZ-TV из-за отсутствия параллельных бортов прекратил вещание на спутнике Eutelsat W4/W7, но тем временем продолжил вещать в кабельных сетях Украины.
30 января 2013 года Национальный совет по вопросам телевидения и радиовещания Украины переоформил лицензию ООО «Виакор» на спутниковое вещание, изменив логотип телеканала с BIZ-TV на «peopleair.tv». На тот момент телеканал вещал под двумя логотипами — «BIZ-TV» и «peopleair.tv». Также, с недавнего времени, на новом официальном сайте канала появилась онлайн-трансляция.
23 января 2016 года peopleair.tv прекратил вещание.